# Белаје
Белаје (алб. Bellejë) је насељено место у општини Дечани, на Косову и Метохији. Према попису становништва из 2011. у насељу је живело 8 становника.

## Историја
У средњем веку Белаје је било српско село, али се православно становништво одржало само до средине 19. века. Изнад села, у стенама Белајске планине, разбацане су монашке испоснице које полазе од манастира Дечана и простиру се у појасу дугом десетак километара. Њихов тачан број се ни сада не зна. Најранији помен неке од ових испосница је крајем 13. века. Најпознатије су: Испосница краља Стефана Дечанског, Испосница свете Јелене, Испосница светог Јефрема (будућег српског патријарха) и Белајска испосница. У средњем веку у Белајској испосници је био смештен преписивачко-књижевни центар. Међу предметима од злата и сребра који су се чували у ризници ове испоснице налазила се једна тамјаница врхунске златарске израде, као и један изузетно израђен бокалчић. Сачуван је и леп живопис из 14. века.

## Становништво
Према попису из 2011. године, Белаје има следећи етнички састав становништва:
| Националност | 2011.      |
| Албанци      | 7 (87,50%) |
| Горанци      | 1 (12,50%) |
| Укупно       | 8          |

| Демографија | Демографија | Демографија |
| Година      | Становника  | Становника  |
| ----------- | ----------- | ----------- |
| 1948.       | 5           |             |
| 1953.       | 5           |             |
| 1961.       | 6           |             |
| 1971.       | 7           |             |
| 1981.       | 9           |             |
| 1991.       | 73          |             |
| 2011.       | 8           |             |